# Округ Хантингдон (Пенсилванија)
Хантингдон (енгл. Huntingdon County) је округ у америчкој савезној држави Пенсилванија.

## Демографија
По попису из 2010. године број становника је 45.913, што је 327 (0,7%) становника више него 2000. године.
| Група             | 2000.          | 2010.          |
| Белци             | 42.305 (92,8%) | 42.197 (91,9%) |
| Афроамериканци    | 2.342 (5,1%)   | 2.392 (5,2%)   |
| Азијати           | 94 (0,2%)      | 184 (0,4%)     |
| Хиспаноамериканци | 524 (1,1%)     | 727 (1,6%)     |
| Укупно            | 45.586         | 45.913         |